# Понте Векио
Понте Векио (итал. Ponte Vecchio; у преводу „стари мост“) је један од најпознатијих мостова у свету и препознатљив симбол Фиренце.

## Историја и изградња
Овај средњовековни мост саграђен је 1345. што га чини најстаријим преживелим мостом у граду. Мост се налази на реци Арно на месту где је она најужа. Овде је, како се верује, постојао мост још за време старог Рима. За пројектанта моста сматра Тадео Гади, који је Ђотов ученик.
Познат је по малим дућанима који се налазе на самом мосту (углавном драгуљарницама). Сматра се да су те радње постојале на мосту од самог настанка моста, пошто су власници радњи на тај начин избегавали плаћање пореза (с обзиром да су се ти дућани практично налазили на „ничијој земљи“).
Током повлачења Немаца за време Другог светског рата, мост није уништен што се није десило са осталим мостовима у Фиренци. Ово се наводно десило зато што је војска имала изричито наређење од стране Хитлера.
Сматра се да је економски концепт банкрота настао овде: када продавац више не би имао да плати своје дугове, сто на којем је продавао робу („banco“) био би физички уништен („rotto““) од стране војника и ово би се називало „bancorotto“ (што у буквалном преводу значи „поломљен сто“). Пошто више нису имали сто, продавци нису могли ништа да продају.

## Архитектура
Мост се састоји од три одвојена лука. Централни има дужину од 30 метара, а друга два мања по 27 метара. Успон између лукова је 3,5 и 4,4 метара.

## Скорашња историја
Дуж моста налазе се бројни катанци закључани на разним местима, а наручито их има у близини статуе Бенвенута Челинија. Обичај са катанцима се примењује тек од скора, мада је познато да се ово примењује још од раније у Русији и Азији. Верује се да ће заљубљени пар који закључа катанац и баци кључ у реку остати заувек заједно. Због великог броја катанаца који туристи стављају на мост, градска администрација је увела казне од 50 евра како би спречила да катанци оштете овај вековима стари мост.
Мост је јако оштећен у изливању реке Арно 1966. у Фиренци.